# Gamla Varvet

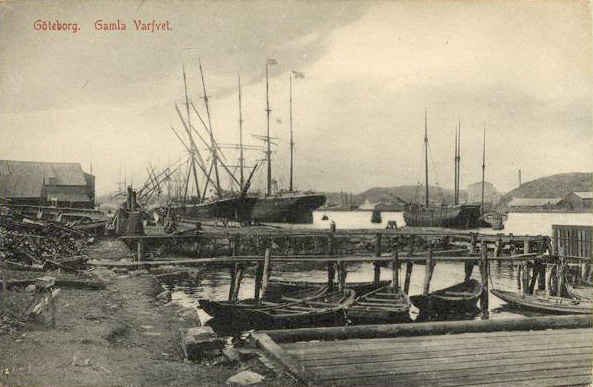
Gamla Varvet, 1910

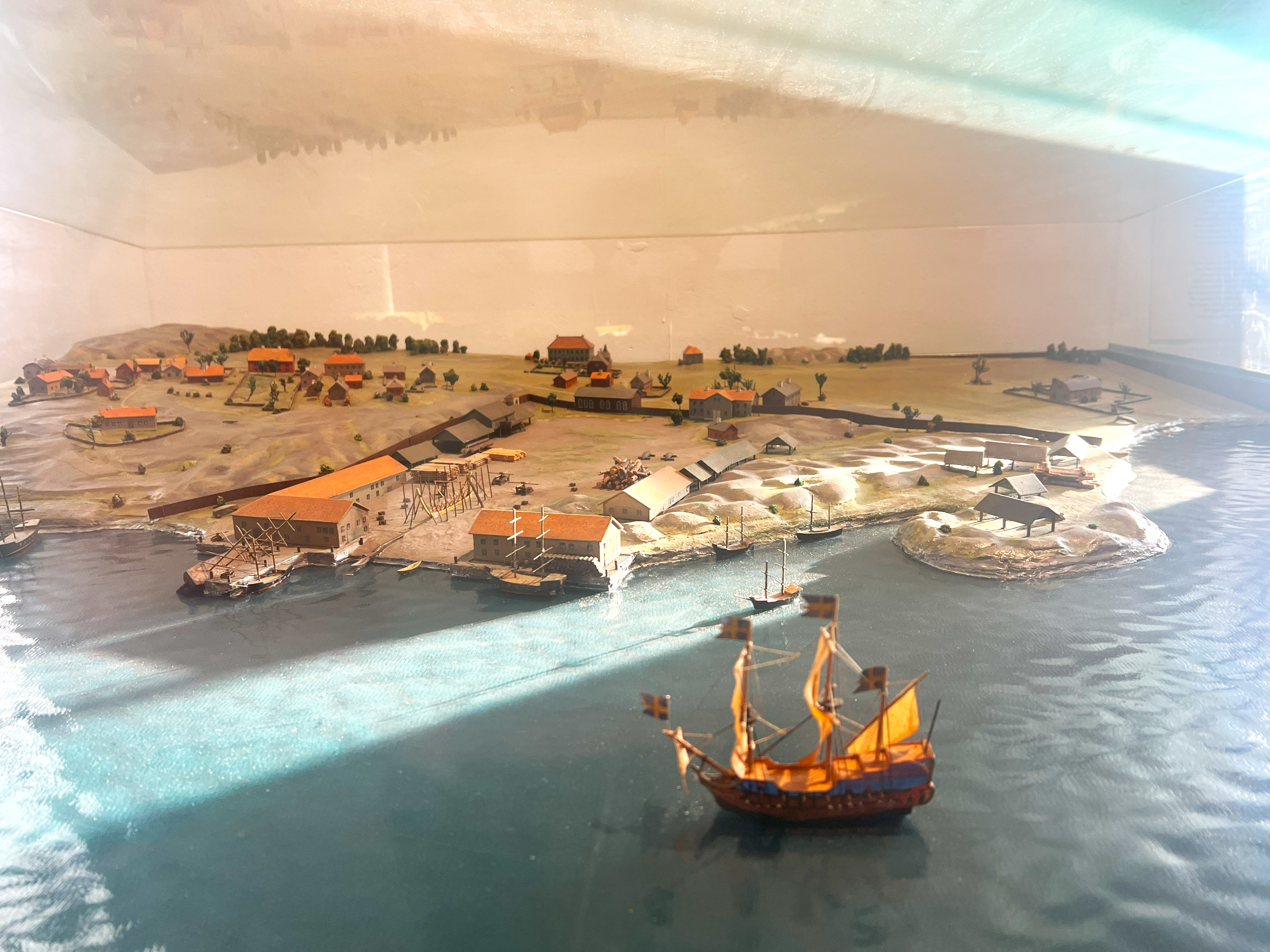
Modell av Gamla varvet i början av 1700-talet på Sjöfartsmuseet Akvariet i Göteborg, skala 1:275. Den stora byggnaden längst bak i mitten föreställer Gathenhielmska huset, namngivet efter Lars Gathenhielm och uppfört efter hans död.

Gamla Varvet, eller Amiralitetsvarvet, är namnet på en tidigare örlogsbas med skeppsgård vid Stigberget i Majorna, Göteborg. Den äldsta geografiska definitionen är: (beläget på Kronans mark på...) Älvsborgs Kungsladugårds ägor i Sävedalens härad, Örgryte socken. Gränserna för Gamla Varvet fastställdes först 1752 gernom en så kallad rågångsförrättning.

Namnformerna har varit:
- Skeppsvarvet
- Amiralitetsvarvet
- Timmermansvarvet
- Byggningsvarvet
- Skeppsgården

## Historik

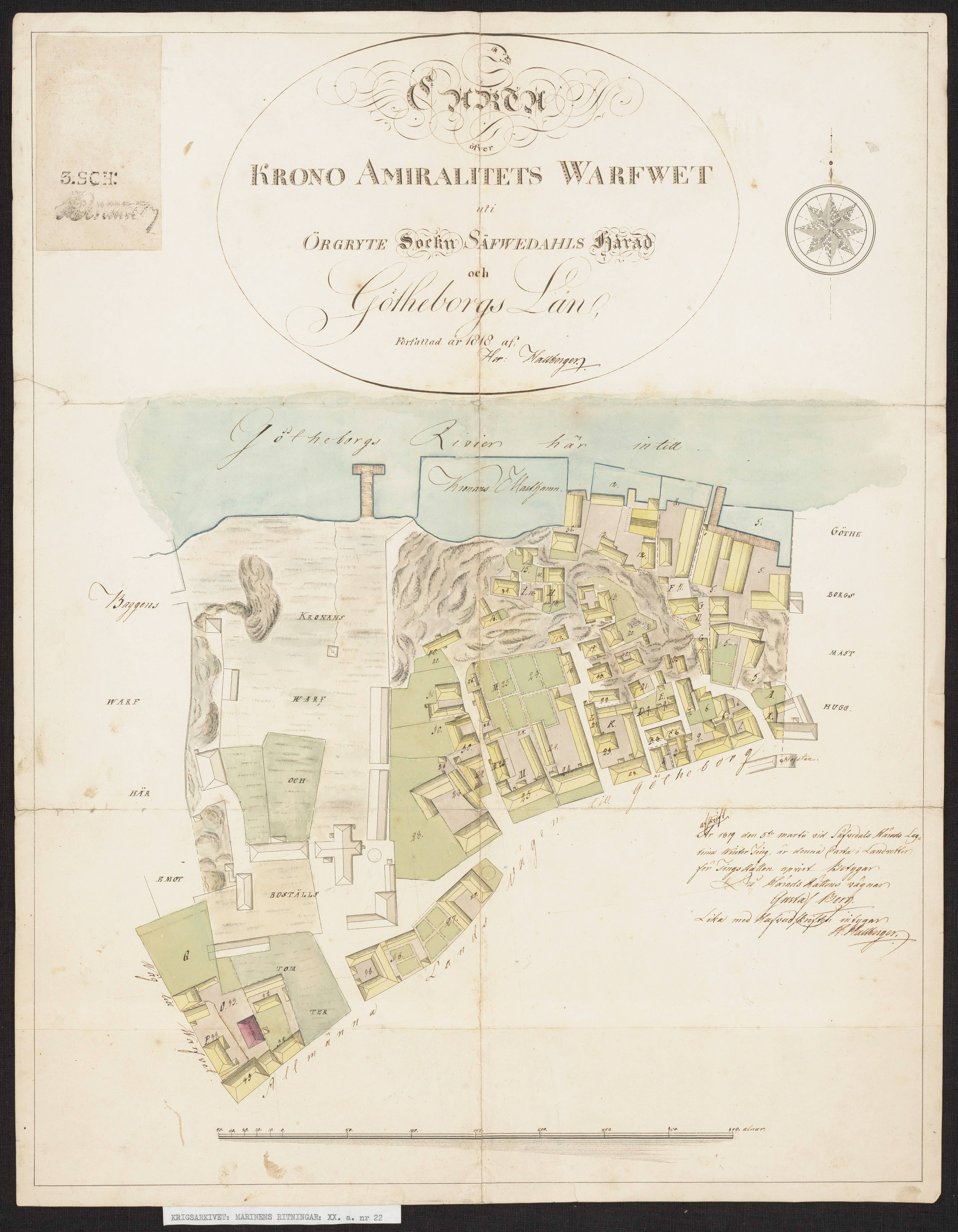
Karta från 1818.

Holländaren Albrecht van Velden uppförde vid Stigberget ett varv som under åren 1631–1639 kom att bygga flera skepp: Västgöta Lejon, Jupiter, Götheborg, Götha Ark, och Draken. Efter van Veldens död 1638 övertogs arrendet av hans måg Gerrit Persson fram till 1664.
”
Men redan 1641 begärde Amiralitetskollegium att magistraten i Göteborg "skulle upplåta ett lämpligt område i Masthagen (Masthugget) för skeppsbyggeri åt kronan", och skeppsgården Gamla varvet kan räkna sin tillkomst från den 1 december 1660. Det första fartyget som byggdes på Gamla varvet var en galär som kölsträcktes i oktober 1664 och löpte av stapeln i april 1665.

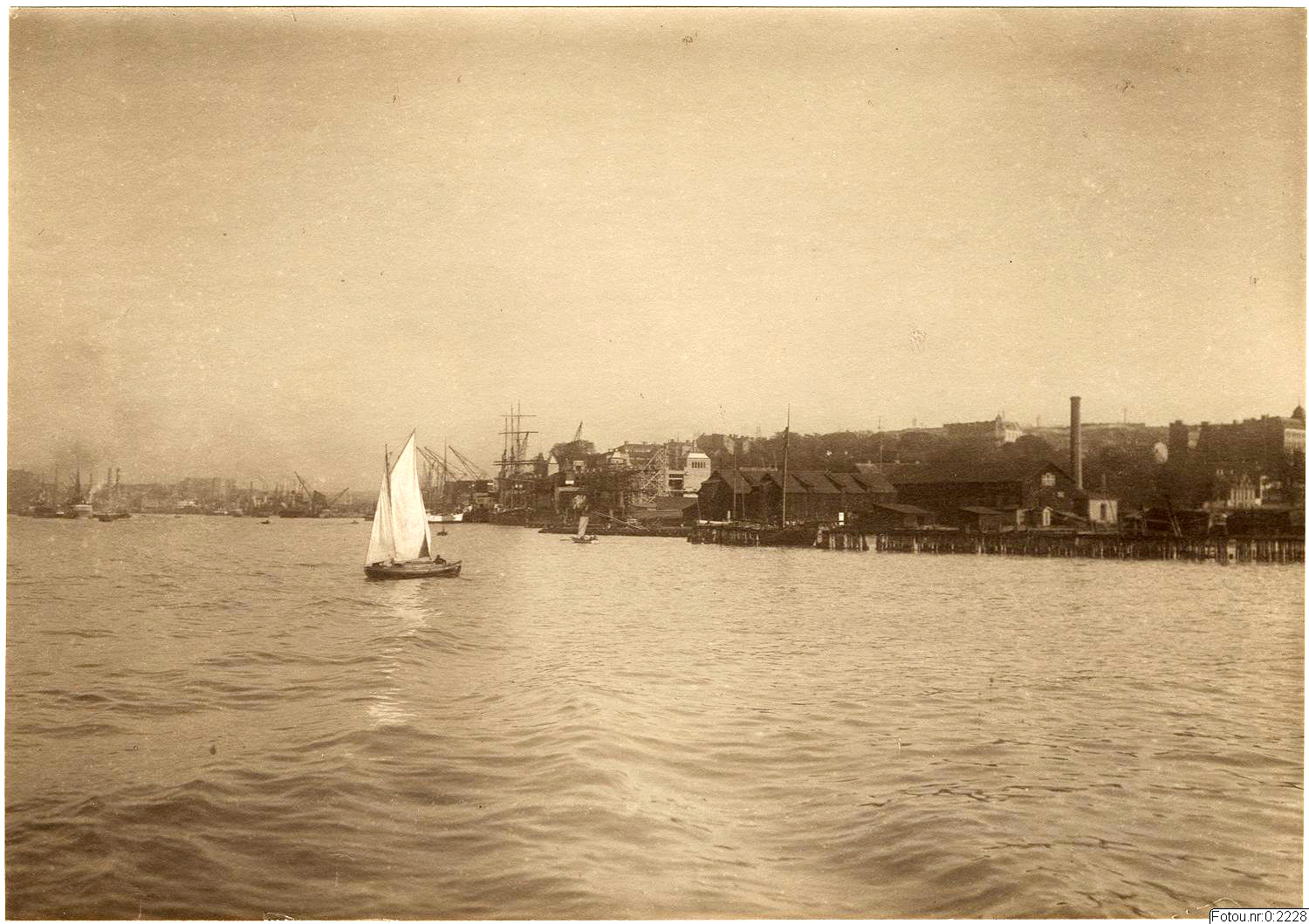
Blick från Göta älv mot Gamla Varvet och Stigberget omkring 1910

Varvet drevs först av holländare, men den 24 maj 1716 gav Karl XII staden privilegier att sköta det med krav om att staden skulle utrusta tre skepp till sitt försvar, vilket magistraten ej ansåg sig kunna uppfylla. Den 24 maj 1717 överlät Karl XII därför varvet på Lars Gathenhielm. Det låg på området mellan nuvarande Djurgårdsgatan, Karl Johansgatan och Bläsgatan. Det användes av flottan 1660–1700, varefter det delvis ersattes av Nya varvet, framför allt som förtöjningsplats för örlogsfartyg. År 1752 fick handelsmannen Peter Bagge ett entreprenadkontrakt på Gamla varvet, och slog ihop de båda Vikens varv, som låg omedelbart väster om Gamla varvet, och Gamla varvet. Detta gällde fram till 1767.
År 1799 beslutade staten att rusta upp det omkring 1700 grundade örlogsvarvet Nya varvet, och 1803 överflyttades de militära fartygen dit, 1806 chefsämbetet, kontoren 1811, själavården 1817 och sjukvården 1825.
På en offentlig auktion 1825 köptes varvsområdet av dykerikommissarien Ambrosius Landgren för 7 305 riksdaler banco. Redan 1818 hade Landgren förvärvat varvet Viken, eller Bagges varv, efter kommerserådet Carl Bagges död. Efter en sammanslagning av de båda varven på nytt, benämndes hela området Gamla varvet. Arealen var på 6 839 kvadratfamnar.
När Ambrosius Landgren dog 1845 var hans son Adolf Fredrik endast 16 år, varför ansvaret tills vidare anförtroddes grosshandlare O.P. Dahlin. År 1856 övertog A. F. Landgren varvet och ledde det till sin död 1871, endast 42 år gammal. Landgren hade inga barn, så efter hans död övertog hans systerson George Douglas Kennedy ledningen, då 21 år gammal.
Det sista segelfartyg som byggdes på Gamla varvet, var Sigyn som sjösattes den 15 juli 1887. År 1907 upphörde varvet, eftersom staden behövde marken för att utöka hamnen. År 1912 tog staden över området, för 1,5 miljoner kronor, som då omfattade fastigheterna nummer 1, 2, och 3 i Majornas fjärde rote, samt masthamnen öster om Bläsan med tillhörande vattenområden.
På en del av området anlades Gamla Varvsparken. Gamla Varvsgatans ursprungliga sträckning från 1852 är numera till stor del borta, den kvarvarande delen heter från 1937 Delawaregatan.
Varvsnamn som förknippas med området är van Veldens varv, Baggens varv, Landgrenska varvet och Viken (grundat 1747).
Under varvets civila epok 1830–1887 byggdes det totalt 33 fartyg på sammanlagt 13 464 ton.

## Fartyg byggda på Gamla varvet. Den civila epoken[1]
| Namn              | Typ        | Byggd                     | Svensk läst | Ny läst | Ton | Redare                         |
| ----------------- | ---------- | ------------------------- | ----------- | ------- | --- | ------------------------------ |
| Experiment        | 2/m skon., | 1830                      |             |         |     | ?                              |
| Götha Elf         | ångfartyg  | 1833, (N. C. Kierkegaard) | 7,23        | 4,2     | 18  | Kgl. Götha Elfstyrelse, Gbg.   |
| Superb            | brigg      | 1839, (Löjt. Pettersen)   | 158         | 91      | 387 | C. G. Lindberg, Göteborg       |
| Balder            | brigg      | 1845                      | 169         | 97,3    | 414 | J. Grönvall & Co., Göteborg    |
| Gerda             | fullr.     | 1847, (Löjt. Pettersen)   | 249         | 167     | 710 | Olof Wijk, Göteborg            |
| Wikingen          | brigg      | 1846                      | 69          |         |     | D. Camegie & Co., Göteborg     |
| Diadem            | brigg      | 1849                      | 111         | 63,9    | 272 | G. Melin, Göteborg             |
| Cleopatra         | brigg      | 1852                      | 156         | 89,9    | 382 | G. Melin, Göteborg             |
| Eos               | ångfartyg  | 1852                      | 83,26       | 48      | 204 | G. J. Brusewitz, Göteborg      |
| Aurora-Borealis   | skepp      | 1853, (N. C. Kierkegaard) | 130         | 74,9    | 318 | N. Beckman, Göteborg           |
| Eleonore          | skepp      | 1854, (N. C. Kierkegaard) | 130         | 74,9    | 318 | N. Beckman, Göteborg           |
| Galathea          | brigg      | 1856, (N. C. Kierkegaard) | 84          | 48,4    | 205 | Björck & Engström, Göteborg    |
| Hildur            | skon.      | 1858                      | 77          | 41,9    | 178 | Landgrens Enka, Göteborg       |
| Dellen, bogserbåt | ångfartyg  | 1861, (N. C. Kierkegaard) | ?           | 4,0     | ?   | Pettersson, Hudiksvall         |
| Iduna             | skepp      | 1862                      | 340         | 195,8   | 833 | G. Melin, Göteborg             |
| Heidi             | bark       | 1864, (N. C. Kierkegaard) | 265         | 153     | 650 | G. Melin, Göteborg             |
| Neptun            | ångfartyg  | 1865                      | ?           | ?       | ?   | D. W. Flobeck, Göteborg        |
| Louis De Geer     | skepp      | 1866, (N. C. Kierkegaard) | 352         | 226,5   | 862 | G. Melin, Göteborg             |
| Pursuit           | skepp      | 1860—65                   | 296         | 170,6   | 725 | A. F. Landgren, Göteborg       |
| Iris              | bark       | 1867, (N. C. Kierkegaard) | 295         | 170,5   | 724 | A. F. Landgren, Göteborg       |
| Godeffroy         | bark       | 1867, (N. C. Kierkegaard) | 240         | 138,8   | 590 | J. C. Godeffroy & Son, Hamburg |
| Erato             | bark       | 1869, (N. C. Kierkegaard) | 329         | 190     | 807 | Landgrens Enka, Göteborg       |
| Ingeborg          | ångfartyg  | 1870, (J. Hübe)           | 152         | 88      | 374 | Aug. Leffler, Göteborg         |
| Eigen             | ångfartyg  | 1870, (J. Hübe)           | 223         | 128,7   | 547 | V. Furst & Co., Kristiania     |
| August Leffler    | ångfartyg  | 1871, (J. Hübe)           | 262         | 151,2   | 643 | C. L. Berggren, Göteborg       |
| Advance           | ångfartyg  | 1873, (J. Hübe)           | 81          | 46,8    | 199 | Th. Ahrenberg, Göteborg        |
| Ingeborg          | ångfartyg  | 1873, (J. Hübe)           | 262         | 151,2   | 643 | Aug. Leffler, Göteborg         |
| Thule             | ångfartyg  | 1873, (J. Hübe)           | ?           | ?       | ?   | 7                              |
| Adolf Landgren    | bark       | 1876, (J. Hübe)           | 246         | 141,8   | 603 | Landgrens Enka, Göteborg       |
| Galathea          | brigg      | 1878                      | 135         | 77,8    | 331 | G. D. Kennedy, Göteborg        |
| Gurli             | bark       | 1879, (J. Hübe)           | 294         | 169,6   | 721 | G. D. Kennedy, Göteborg        |
| Zaima             | brigg      | 1883, (J. Hübe)           | 136         | 78,8    | 335 | G. D. Kennedy, Göteborg        |
| Sigyn             | skepp      | 1887, (J. Hübe)           | 149         | 83,7    | 356 | G. D. Kennedy, Göteborg        |

## Tidigare byggda fartyg vid Gamla Varvet (urval)
- Göta Ark (1634)
- Göteborg (1656)
- Riksäpplet (1661)
- Wrede (1706)
- Ulrika (1707)